# Adolf van Cambridge

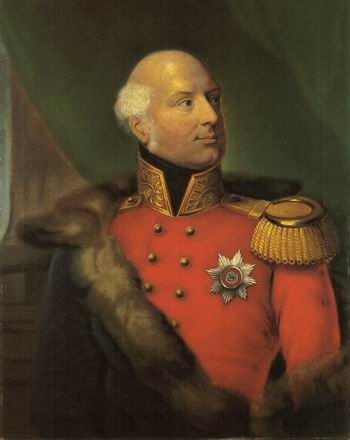
Adolf Frederik van Cambridge

Adolf Frederik (Buckingham Palace, Londen, 24 februari 1774 – aldaar, 8 juli 1850), hertog van Cambridge, was als tiende kind en zevende zoon van koning George III van het Verenigd Koninkrijk en Charlotte van Mecklenburg-Strelitz, lid van het Britse koninklijk huis. Hij was eenentwintig jaar lang onderkoning van Hannover.

## Carrière in het leger
Prins Adolf kreeg thuis privé-les voordat hij met zijn broers, prins Ernst en prins August, in de zomer van 1786 naar de universiteit van Göttingen in Duitsland werd gestuurd. In 1791 ging hij met Ernst naar Hannover om van veldmaarschalk Heinrich Wilhelm von Freytag militaire training te ontvangen. Adolf promoveerde in 1794 naar de rang van kolonel, in 1798 naar die van luitenant-generaal en in 1813 naar die van veldmaarschalk. Adolf diende vervolgens in verschillende regimenten.

## Huwelijk
Hij trouwde met zijn achternicht Augusta van Hessen-Kassel (1797-1889), een kleindochter van landgraaf Frederik II van Hessen-Kassel. Het burgerlijke huwelijk was op 7 mei 1818 te Kassel, Duitsland, en de kerkelijke ceremonie op 1 juni te Londen. Adolf en Augusta kregen drie kinderen:
| Naam                                                     | Foto | Geboren          | Overleden       | Huwelijk |
| -------------------------------------------------------- | ---- | ---------------- | --------------- | --- |
| George Hertog van Cambridge                              |      | 26 maart 1819    | 17 maart 1904   | Huwde in 1847 met de niet-adellijke Sarah Louisa Fairbrother Volgde zijn vader op als hertog van Cambridge.                        |
| Augusta Groothertogin van Mecklenburg-Strelitz           |      | 19 juli 1822     | 5 december 1916 | Huwde in 1843 met de latere groothertog Frederik Willem van Mecklenburg-Strelitz. Werd moeder van groothertog Adolf Frederik V.    |
| Maria Adelheid Hertogin van Teck Prinses van Württemberg |      | 27 november 1833 | 27 oktober 1897 | Huwde in 1866 met Frans van Teck. Werd de moeder van koningin Mary, de echtgenote van koning George V van het Verenigd Koninkrijk. |

## Onderkoning van Hannover
Van 1816 tot 1837 had Adolf de functie van onderkoning van Hannover voor zijn oudere broers, George IV en Willem IV. Koning Willem IV werd na zijn dood in 1837 in het Verenigd Koninkrijk opgevolgd door zijn nicht Victoria. De in Hannover geldende Salische Wet maakte opvolging in de vrouwelijke lijn daar echter onmogelijk. Zo kwam Willems eerste mannelijke erfgenaam, Ernst August, op de Hannoveraanse troon en kwam er een einde aan de personele unie tussen Groot-Brittannië en Hannover, die sinds 1714 had bestaan. Hierdoor verloor Adolf zijn functie als onderkoning van Hannover en keerde hij met zijn gezin terug naar Londen, waar hij in Kensington Palace ging wonen. Vlak voor zijn vertrek sprak hij de bevolking van Hannover toe, waarbij hij zei dat hij altijd met affectie aan hen zou blijven denken en hoopte dat het omgekeerde ook het geval zou zijn. Dit laatste was ongetwijfeld het geval. Al was het maar omdat Ernst August, meteen na zijn aantreden de onder Adolf ingevoerde liberale grondwet van 1833 verscheurde en zijn leven lang als een absoluut monarch over Hannover regeerde. 
Adolf stierf op 76-jarige leeftijd en werd begraven te Kew, een stadsdeel van Londen. Zijn overblijfselen werden later herbegraven in de St. George’s Chapel van Windsor Castle.

## Titels
Koning George III stelde prins Adolf in 1786 aan als ridder van de Kousenband (KG) en gaf hem in 1801 de titels “Hertog van Cambridge”, “Graaf van Tipperary” en “Baron Culloden”. Later wees de koning hem aan als lid van de Privy Council (PC), een raadsorgaan van de koning, en stelde hij Adolf aan als ridder grootkruis in de Orde van het Bad, ridder grootkruis in de Orde van Sint-Michaël en Sint-George en ridder grootkruis van de Koninklijke Welfische Orde (GCH).
Adolf was geboren met de titel “Zijne Koninklijke Hoogheid Prins Adolf Frederik van het Verenigd Koninkrijk” en stierf met de titel “Zijne Koninklijke Hoogheid Veldmaarschalk De Prins Adolf Frederik, KG, PC, GCB, GCMG, GCH, Hertog van Cambridge, Graaf van Tipperary en Baron Culloden”.

## Voorouders
| Kwartierstaat van Adolf, hertog van Cambridge | Kwartierstaat van Adolf, hertog van Cambridge                                                                                  | Kwartierstaat van Adolf, hertog van Cambridge                                                                                  | Kwartierstaat van Adolf, hertog van Cambridge                                                                                  | Kwartierstaat van Adolf, hertog van Cambridge                                                                                  | Kwartierstaat van Adolf, hertog van Cambridge                                                                                 | Kwartierstaat van Adolf, hertog van Cambridge                                                                                 | Kwartierstaat van Adolf, hertog van Cambridge                                                                                 | Kwartierstaat van Adolf, hertog van Cambridge                                                                                 |
| --------------------------------------------- | --- | --- | --- | --- | --- | --- | --- | --- |
| Overgrootouders                               | Koning George II van Groot-Brittannië (1683-1760) ∞ 1705 Prinses Caroline van Brandenburg-Ansbach (1683-1737)                  | Koning George II van Groot-Brittannië (1683-1760) ∞ 1705 Prinses Caroline van Brandenburg-Ansbach (1683-1737)                  | Hertog Frederik II van Saksen-Gotha-Altenburg (1676-1732) ∞ 1695 Prinses Magdalena Augusta van Anhalt-Zerbst (1679-1740)       | Hertog Frederik II van Saksen-Gotha-Altenburg (1676-1732) ∞ 1695 Prinses Magdalena Augusta van Anhalt-Zerbst (1679-1740)       | Hertog Adolf Frederik II van Mecklenburg-Strelitz (1658-1708) ∞ 1705 Prinses Emilia van Schwarzburg-Sondershausen (1798-1860) | Hertog Adolf Frederik II van Mecklenburg-Strelitz (1658-1708) ∞ 1705 Prinses Emilia van Schwarzburg-Sondershausen (1798-1860) | Hertog Ernst Frederik I van Saksen-Hildburghausen (1681-1724) ∞ 1704 Gravin Sofia Albertine van Erbach-Erbach (1683-1742)     | Hertog Ernst Frederik I van Saksen-Hildburghausen (1681-1724) ∞ 1704 Gravin Sofia Albertine van Erbach-Erbach (1683-1742)     |
| Grootouders                                   | Prins Frederik van Groot-Brittannië, prins van Wales (1707-1751) ∞ 1736 Prinses Augusta van Saksen-Gotha-Altenburg (1719-1772) | Prins Frederik van Groot-Brittannië, prins van Wales (1707-1751) ∞ 1736 Prinses Augusta van Saksen-Gotha-Altenburg (1719-1772) | Prins Frederik van Groot-Brittannië, prins van Wales (1707-1751) ∞ 1736 Prinses Augusta van Saksen-Gotha-Altenburg (1719-1772) | Prins Frederik van Groot-Brittannië, prins van Wales (1707-1751) ∞ 1736 Prinses Augusta van Saksen-Gotha-Altenburg (1719-1772) | Prins Karel van Mecklenburg-Strelitz (1708-1752) ∞ 1735 Prinses Elisabeth Albertine van Saksen-Hildburghausen (1713-1761)     | Prins Karel van Mecklenburg-Strelitz (1708-1752) ∞ 1735 Prinses Elisabeth Albertine van Saksen-Hildburghausen (1713-1761)     | Prins Karel van Mecklenburg-Strelitz (1708-1752) ∞ 1735 Prinses Elisabeth Albertine van Saksen-Hildburghausen (1713-1761)     | Prins Karel van Mecklenburg-Strelitz (1708-1752) ∞ 1735 Prinses Elisabeth Albertine van Saksen-Hildburghausen (1713-1761)     |
| Ouders                                        | Koning George III van het Verenigd Koninkrijk (1738-1820) ∞ 1761 Prinses Sofia Charlotte van Mecklenburg-Strelitz (1744-1818)  | Koning George III van het Verenigd Koninkrijk (1738-1820) ∞ 1761 Prinses Sofia Charlotte van Mecklenburg-Strelitz (1744-1818)  | Koning George III van het Verenigd Koninkrijk (1738-1820) ∞ 1761 Prinses Sofia Charlotte van Mecklenburg-Strelitz (1744-1818)  | Koning George III van het Verenigd Koninkrijk (1738-1820) ∞ 1761 Prinses Sofia Charlotte van Mecklenburg-Strelitz (1744-1818)  | Koning George III van het Verenigd Koninkrijk (1738-1820) ∞ 1761 Prinses Sofia Charlotte van Mecklenburg-Strelitz (1744-1818) | Koning George III van het Verenigd Koninkrijk (1738-1820) ∞ 1761 Prinses Sofia Charlotte van Mecklenburg-Strelitz (1744-1818) | Koning George III van het Verenigd Koninkrijk (1738-1820) ∞ 1761 Prinses Sofia Charlotte van Mecklenburg-Strelitz (1744-1818) | Koning George III van het Verenigd Koninkrijk (1738-1820) ∞ 1761 Prinses Sofia Charlotte van Mecklenburg-Strelitz (1744-1818) |
| Adolf, hertog van Cambridge (1774-1850)       | | | | | | | | |

- Biblioteca Nacional de España: XX5427723
- Bibliothèque nationale de France: cb14549574h (data)
- Gemeinsame Normdatei: 116008636
- International Standard Name Identifier: 0000 0000 6310 3307
- Library of Congress Control Number: n2002047654
- Nationale bibliotheek van Australië: 35628446
- Nederlandse Thesaurus van Auteursnamen: 260363006
- RKD-Nederlands Instituut voor Kunstgeschiedenis: 448854
- Istituto Centrale per il Catalogo Unico: MUSV023347
- SNAC: w68p64p3
- Système universitaire de documentation: 158020839
- Trove: 1021203
- Virtual International Authority File: 51929589
- WorldCat: E39PBJwtmg8v3HWPRfX4qvD8YP